# Coelinius venustus
Coelinius venustus är en stekelart som beskrevs av Marshall 1898. Coelinius venustus ingår i släktet Coelinius och familjen bracksteklar. Inga underarter finns listade i Catalogue of Life.